# Johan Klöfverskjöld
Johan Klöfverskjöld, född 1627, död 3 juli 1694 i Stockholm, var en svensk ämbetsman och godsägare. 
Han var son till Erik Johansson Klöfverblad, adlad Klöfverskjöld (1600-1675) och Anna Barckman (död 1675). Han var gift med Gertrud Anrep (1652-1696) som var dotter till översten Gustaf Anrep. Paret fick sex barn, varav fyra söner blev militärer.
Klöfverskjöld blev student vid Kungliga Akademien i Åbo 1641. Han fick 1661 kammarkollegii tillstånd att »gå i kammaren och göra sig informerad till efter helgen, då kollegium sig vidare ville förklara, huruvida han uti revisionen kan introduceras ». Han blev extra ordinarie kommissarie i kammarrevisionen 1662 som vikarie för sin far samt  assessor i kammarrevisionen 1666 och han erhöll kammarråds avsked 1683. Via hans fru blev familjen ägare till egendomen Tubbaremma i Vislanda socken. Han begravdes tillsammans med sin fru samt barnen Erik och Christina Elisabet 1695 i Värmdö kyrka, men nedsattes en vecka senare i egen grav i Storkyrkan, där även hans vapen hängdes upp.